# PGC 36990
LEDA/PGC 36990 ist eine linsenförmige Galaxie vom Hubble-Typ S0/a mit ausgedehnten Sternentstehungsgebieten im Sternbild Großer Bär am Nordsternhimmel, die schätzungsweise 52 Millionen Lichtjahre von der Milchstraße entfernt ist. Sie ist Teil des Ursa-Major-Galaxienhaufens und Mitglied der NGC 4051-Gruppe (LGG 269).
Im selben Himmelsareal befinden sich u. a. die Galaxien IC 749 und IC 750.